# Frei Miguelinho
Frei Miguelinho est une municipalité brésilienne située dans l'État du Pernambouc.